# Sanmen
Sanmen är ett härad i östra Kina, med kust mot Sanmenbukten och Östkinesiska havet, och tillhör stadsprefekturen Taizhou i provinsen Zhejiang. Befolkningen uppgick till 315 405 invånare vid folkräkningen år 2000, varav 72 387 invånare bodde i huvudorten Haiyou. Häradet var år 2000 indelat i tio köpingar (zhen) och sex socknar (xiang). 